# 托尼·维德
安东尼·克里斯蒂安·维德（英語：Anthony Christian Wied，1976年5月3日—）是美国共和党籍政治人物，自2024年11月起担任威斯康星州第八国会选区联邦众议员。他在特别选举中当选，接替辞职的麦克·加拉格尔。

## 早年生活及职业生涯
维德在威斯康星州阿什沃本长大。他就读于圣母学院，于1994年毕业。随后他进入圣诺伯特学院，在那里曾参加大学橄榄球活动，并于1998年毕业。维德曾拥有一家名为Dino Stop的连锁加油站和便利店，他于2022年将其出售。

## 联邦众议员

### 选举

#### 2024年特别选举及常规选举
在2024年麦克·加拉格尔宣布辞去联邦众议员（代表威斯康星州第八国会选区）职务后，维德宣布参加特别选举以求接替其职。维德得到了唐纳德·特朗普及其盟友亚历克斯·布鲁斯维茨的支持。布鲁斯维在维德参选之前曾考虑竞选这一席位。维德在8月13日举行的共和党初选中击败了州参议员安德烈·雅克和罗杰·罗斯。他在特别选举和常规选举中皆击败了民主党候选人克里斯廷·莱尔利，并于11月12日宣誓就职。

### 任内
维德支持2025年美国救济法案。

## 个人生活
维德和他的妻子安吉拉育有四子，他们住在威斯康星州德佩尔。

## 选举历史

### 联邦众议院
| 年份                | 选举     | 日期    | 当选者            | 当选者 | 当选者  | 当选者 | 落选者          | 落选者 | 落选者  | 落选者 | 总计    | 领先票数 |
| ------------------- | -------- | ------- | ----------------- | ------ | ------- | ------ | --------------- | ------ | ------- | ------ | ------- | -------- |
| 2024年 （特别选举） | 初选     | 8月13日 | 托尼·维德         | 共和党 | 42,610  | 42.48% | 罗杰·罗斯       | 共和党 | 31,874  | 32.53% | 97,993  | 10,736   |
| 2024年 （特别选举） | 初选     | 8月13日 | 托尼·维德         | 共和党 | 42,610  | 42.48% | 安德烈·雅克     | 共和党 | 23,509  | 23.99% | 97,993  | 10,736   |
| 2024年 （特别选举） | 特别选举 | 11月5日 | 托尼·维德         | 共和党 | 242,003 | 57.15% | 克里斯廷·莱尔利 | 民主党 | 181,196 | 42.80% | 423,431 | 60,807   |
| 2024年              | 初选     | 8月13日 | 托尼·维德（现任） | 共和党 | 41,937  | 42.13% | 罗杰·罗斯       | 共和党 | 34,344  | 34.51% | 99,532  | 7,593    |
| 2024年              | 初选     | 8月13日 | 托尼·维德（现任） | 共和党 | 41,937  | 42.13% | 安德烈·雅克     | 共和党 | 23,186  | 23.30% | 99,532  | 7,593    |
| 2024年              | 决选     | 11月5日 | 托尼·维德（现任） | 共和党 | 240,040 | 57.30% | 克里斯廷·莱尔利 | 民主党 | 178,666 | 42.64% | 418,978 | 61,593   |